# Грецька революція
Грецька революція, або Грецька війна за незалежність 1821—1829 років — революція грецького народу, в результаті якого було повалено османське панування та завойована незалежність Греції. Початок повстання 25 березня нині святкується в країні як національне свято — День незалежності Греції.

## Передумови
Національно-визвольна боротьба грецького народу проти османського панування набула особливого поштовху наприкінці 18 — на початку 19 століття: всередині країни до збройної боротьби стало селянство — клефти, поза Грецією утворювались таємні революційні організації. Так, 1814 року в Одесі грецькими патріотами Ніколаосом Скуфасом, Еммануїлом Ксантосом і Афанасієм Цакаловим засноване товариство «Філікі Етерія», яке головним чином і підготувало організоване збройне повстання в Греції.
За значимістю подій національно-визвольної боротьби грецького народу 18-19 століть її можна поділити на такі етапи:
- збройна боротьба клефтів і арматолів;
- «морська війна» під проводом Ламброса Кацоніса;
- діяльність Рігаса Фереоса з Велестіно і його політична програма «Нове політичне правління для народів Румелії, Малої Азії, островів Середземного моря, Волощини і Молдавії»;
- діяльність таємних революційних товариств: «Вітальня грецької мови» в Парижі, «Товариство любителів муз» в Афінах, «Філікі Етерія» в Одесі;
- організація збройного повстання членами «Філікі Етерії»;
- власне національно-визвольна війна 1821—1829 років.

## Підготовка повстання
Революція розпочалась в умовах національного і соціального пригнічення в Греції та піднесення національно-визвольної боротьби грецького народу. Підготовлена членами товариства «Філікі Етерія», очолюваного від 1820 року генералом російської служби Олександром Іпсіланті.
13 жовтня 1820 року Іпсіланті скликав в Ізмаїлі нараду «Філікі Етерія». Оскільки в цей час у Північній Греції впродовж чотирьох місяців точилася боротьба між Алі-пашою та Махмудом ІІ, нарада вирішила розпочати повстання в грудні 1820 року. За відведені два місяці Іпсіланті мав дістатись із Трієста до півострова Мані і звідти розпочати повстання. Одночасно повстання мало розпочатись в Дунайських князівствах, розраховувала Етерія і на підтримку сербського князя Мілоша Обреновича, який очолював антиосманське повстання сербів 1815 року.
Коли етерійці вже почали підготовку до виконання Ізмаїльських рішень, Олександр Іпсіланті одноосібно змінив план, що, імовірно, спричинила внутрішня боротьба у «Філікі Етерії» між різними угрупуваннями. Тепер Іпсіланті вважав за потрібне спочатку підняти повстання у Дунайських князівствах, а звідти через Македонію пробиватись у Грецію. 24 лютого 1821 в Яссах Олександр Іпсіланті звернувся до повстанців у своїй відозві «В бій за віру і батьківщину», після чого сотні патріотів прибули у його табір в Молдовському князівстві. За місяць повстання поширилось у Греції, розпочалась національно-визвольна війна.

## Події

Греція на руїнах Міссолонгі, Ежен Делакруа

Повстання в Греції розпочалося у другій половині березня 1821 року. Впродовж трьох місяців повстання охопило весь Пелопоннес, частину континентальної Греції, частину островів Егейського моря. Рушійною силою революції було селянство, керівником виступила буржуазія, що тільки починала формуватися. Зібрані в січні 1822 року в Піаду (поблизу Епідавра) Національні збори проголосили незалежність Греції та прийняли демократичну конституцію (Епідаврський органічний статут 1822).
Султанський уряд у відповідь здійснив жорстокі репресії проти греків. Влітку 1822 року тридцятитисячна османська армія вдерлася у Пелопоннес, але відступила, зазнавши значних втрат. Грецькі війська, керовані талановитими полководцями Маркосом Боцарісом, Феодоросом Колокотронісом, Георгіосом Караїскакісом, стійко трималися.
Суперечності між різнорідними силами, які об'єдналися під прапором революції, призвели до двох громадянських війн (див. Громадянські війни в Греції 1824-1825). У першу громадянську війну (кінець 1823 — травень 1824 року) тісно пов'язані із селянством військові керівники (на чолі з Колокотронісом) боролися проти кодзабасів — багатих землевласників Пелопоннесу, що вступили у союз із судновласниками острова Ідри. У другій громадянській війні (листопад 1824 — початок 1825 року) виник конфлікт між кодзабасами (до них приєднався сам Колокотроніс) та судновласниками.
У лютому 1825 року на допомогу султану Махмуду ІІ прийшла армія його єгипетського васала під командуванням Ібрагіма-паші, яка спустошили більшу частину Пелопоннесу і разом з османською армією 10 квітня (22 квітня) 1826 року опанувала Месолонгіоном. На допомогу грецьким військам прибували іноземні добровольці. В першу чергу, тиск громадської думки, а також суперечность у, так званому, «Східному питанні» змусили уряди європейських держав втрутитися в грецькі справи.
Обрання Національними зборами в Тройзені (квітень 1827 року) Іоанна Каподистрії, колишнього міністра закордонних справ Росії, президентом Греції розцінювалося західноєвропейською дипломатією як свідчення зростання російського впливу. Щоб послабити вплив Росії і зміцнити свої позиції, Велика Британія та Франція домоглися укладення з нею Лондонської конвенції 1827 року, за якою три держави зобов'язувались спільно вимагати від османського уряду надання Греції автономії за умови сплати нею щорічної данини султану.
Результатом ігнорування Османською імперією Лондонської конвенції стала Наваринська битва 8 жовтня (20 жовтня) 1827 року, в якій союзницька англо-франко-російська ескадра знищила османсько-єгипетський флот. За Адріанопольським мирним договором 1829 року, укладеним після перемоги Російської імперії в російсько-турецькій війні 1828—1829 років, Османська імперія визнавала автономію Греції за умови сплати нею щорічної данини султанові, а 1830 року Греція стала незалежною державою, що офіційно засвідчив Лондонський протокол.

## Статистика війни
| Країна            | Населення (на 1821 рік) | Мобілізовано солдатів | Убито солдатів | Убито мирних жителів |
| ----------------- | ----------------------- | --------------------- | -------------- | -------------------- |
| Греція            | 950 000                 | 100 000               | 50 000         |                      |
| Велика Британія   | 14 100 000              | 8 000                 | 10             |                      |
| Франція           | 31 150 000              | 10 000                | 100            |                      |
| Російська імперія | 50 558 500              | 1 200 000             | 10 000         |                      |
| Всього            | 96 758 500              | 1 318 000             | 60 110         |                      |
| Османська імперія | 26 500 000              | 400 000               | 15 000         |                      |
| Єгипет            | 4 400 000               | 12 000                | 5000           |                      |
| Всього            | 30 900 000              | 412 000               | 20 000         |                      |
| ВСЬОГО            | 127 658 500             | 1 730 000             | 80 110         | 105 000              |

## Революціонери
Детальніше: Учасники Грецької революції

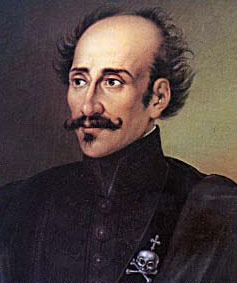
Олександр Іпсіланті
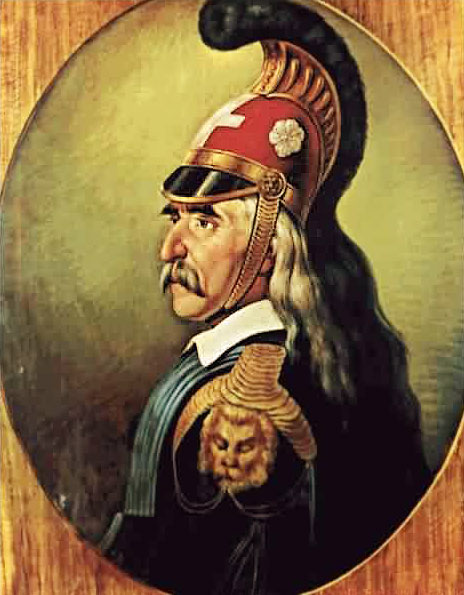
Теодорос Колокотроніс
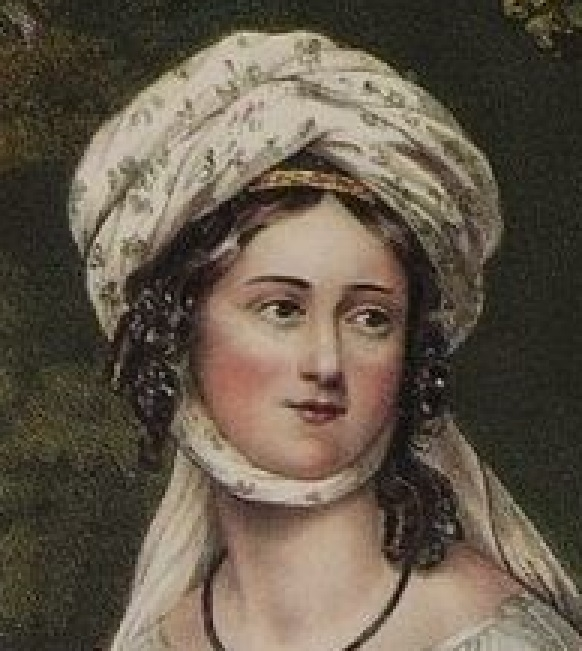
Ласкаріна Бубуліна
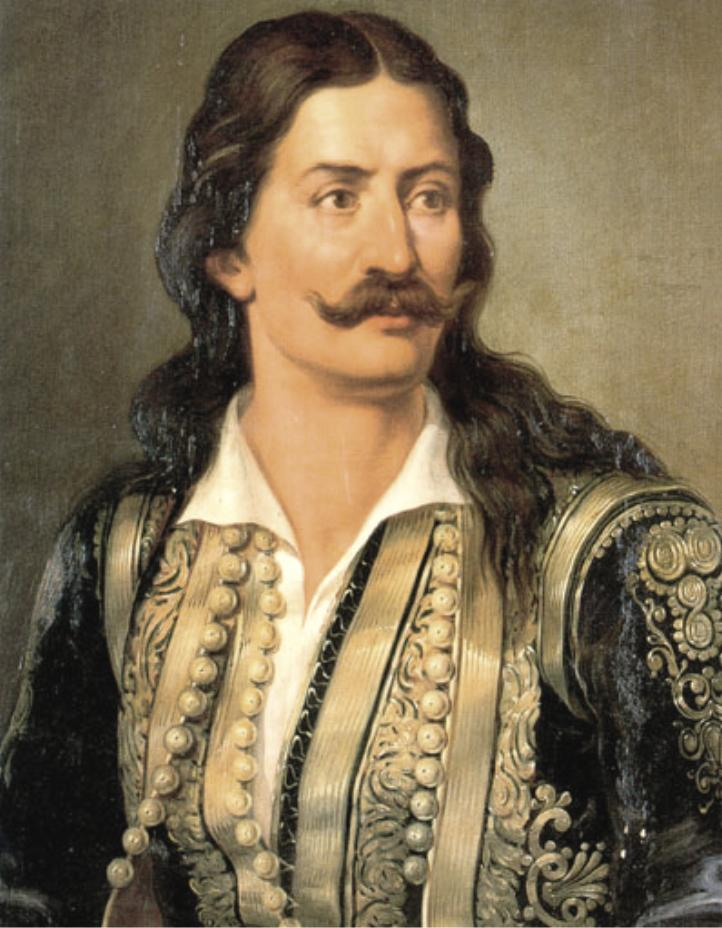
Афанасій Діакос
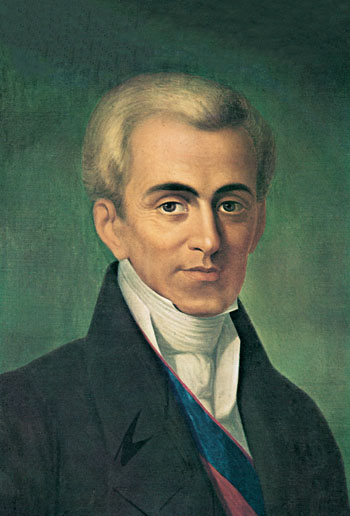
Іоанн Каподистрія
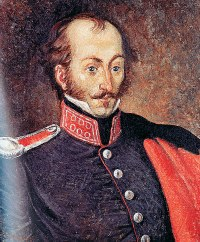
Деметріос Іпсіланті
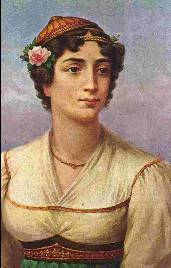
Манто Маврогенус
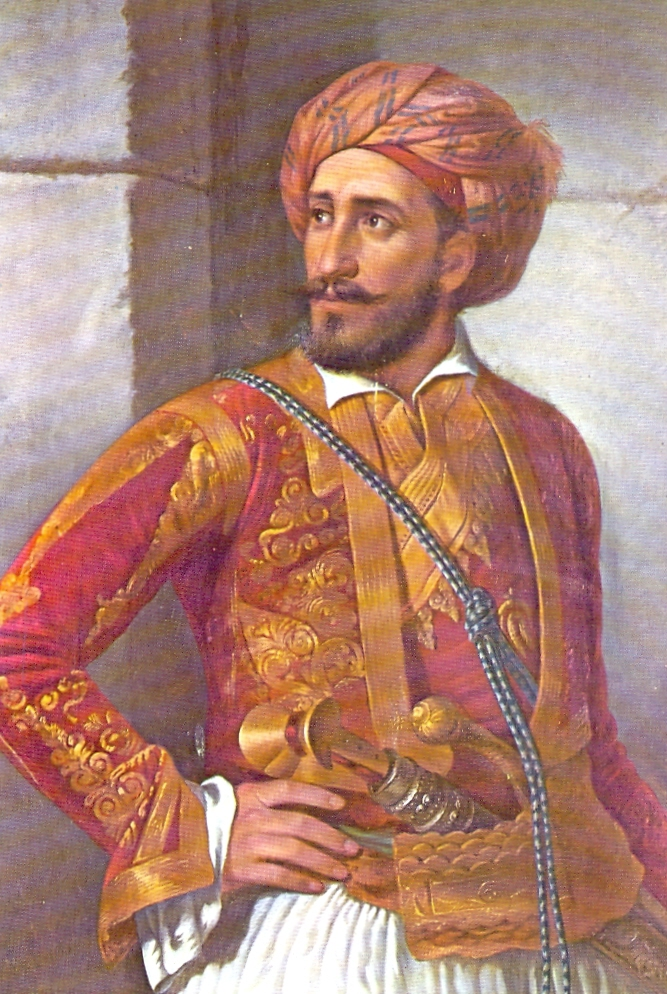
Янніс Макріянніс
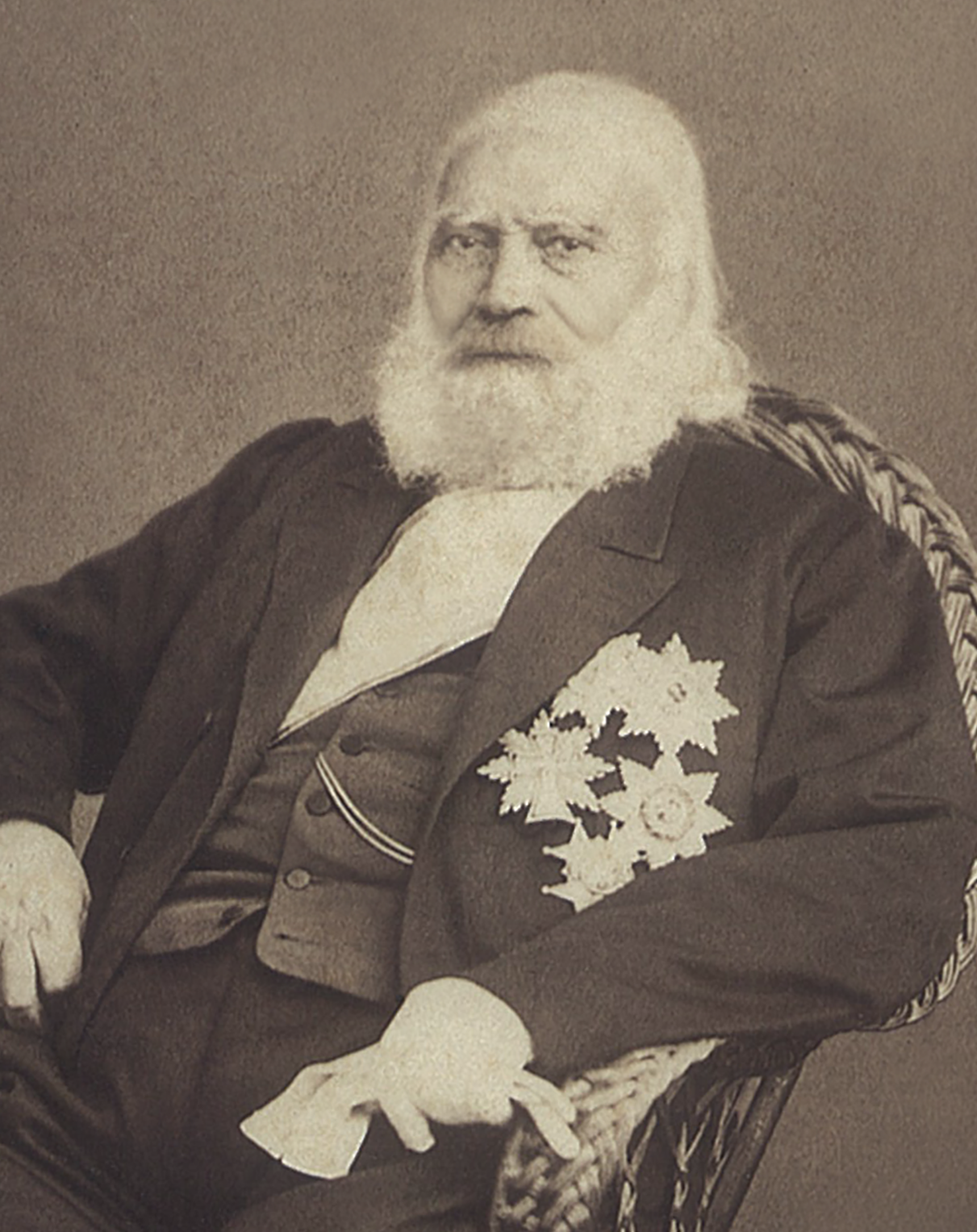
Константін Канаріс
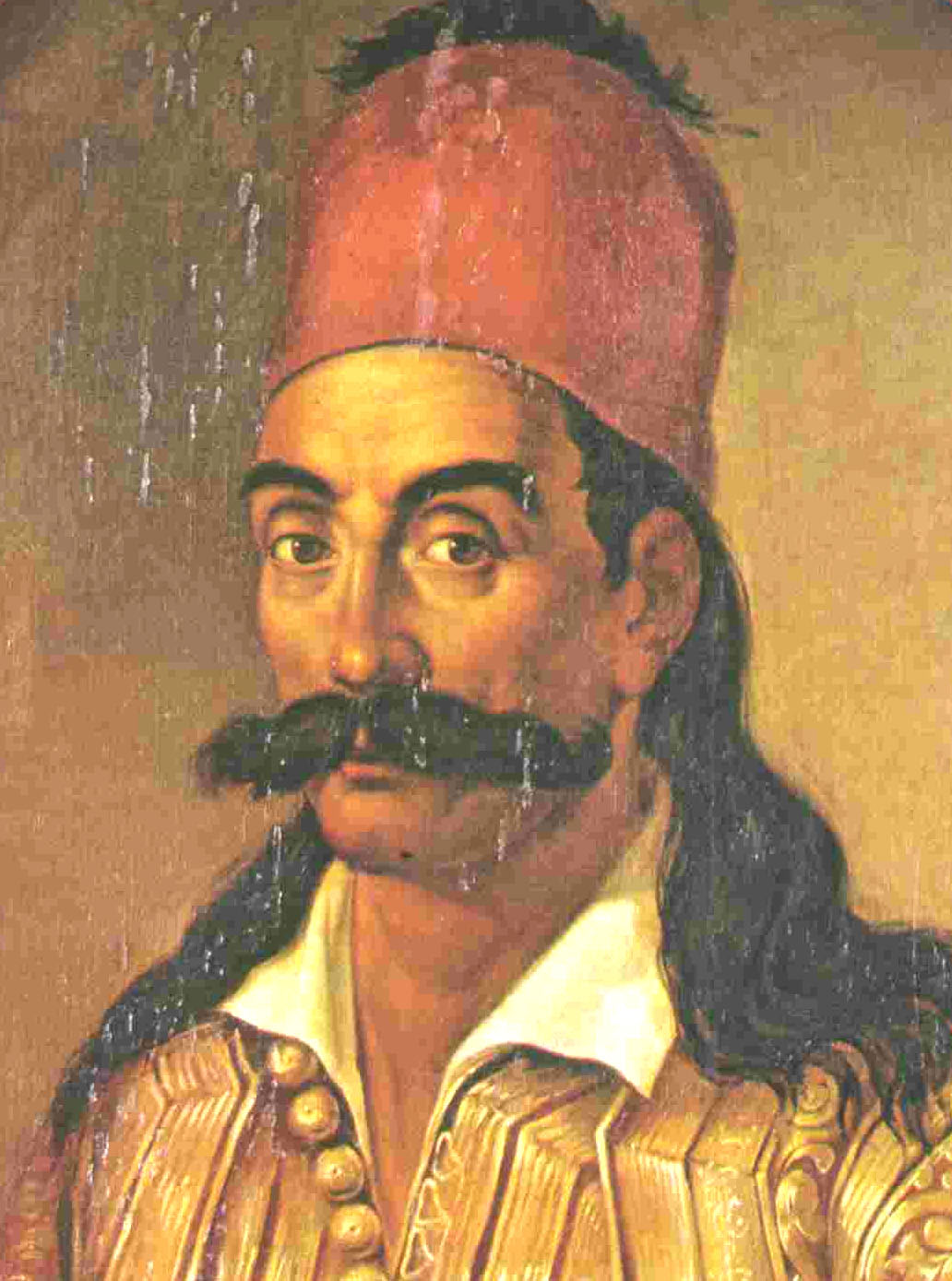
Георгіос Караїскакіс
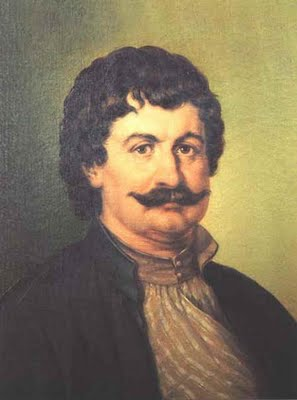
Рігас Фереос
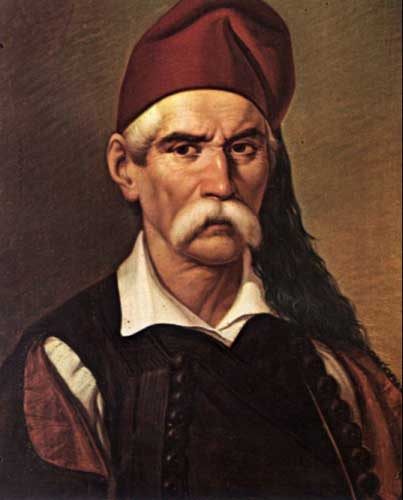
Нікітарас Стамателопулос
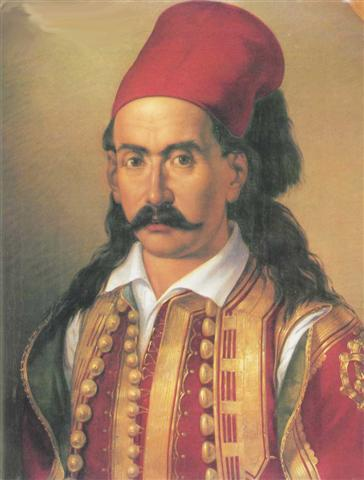
Боцаріс Маркос
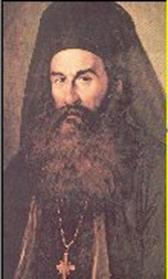
Митрополит Германос
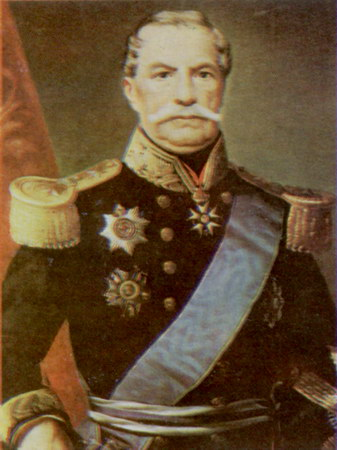
Антоніос Криєзіс
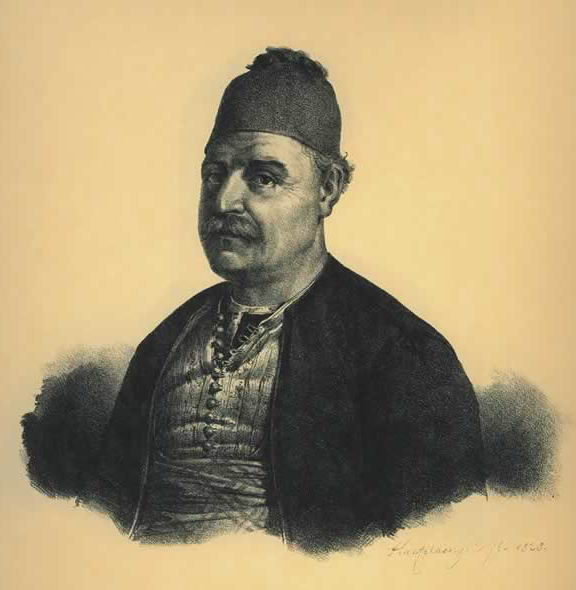
Андреас Вокос-Мьяуліс
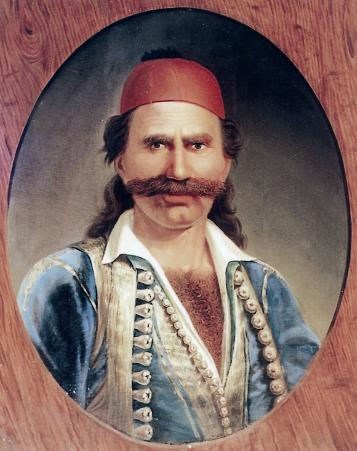
Одіссеас Андрутсос
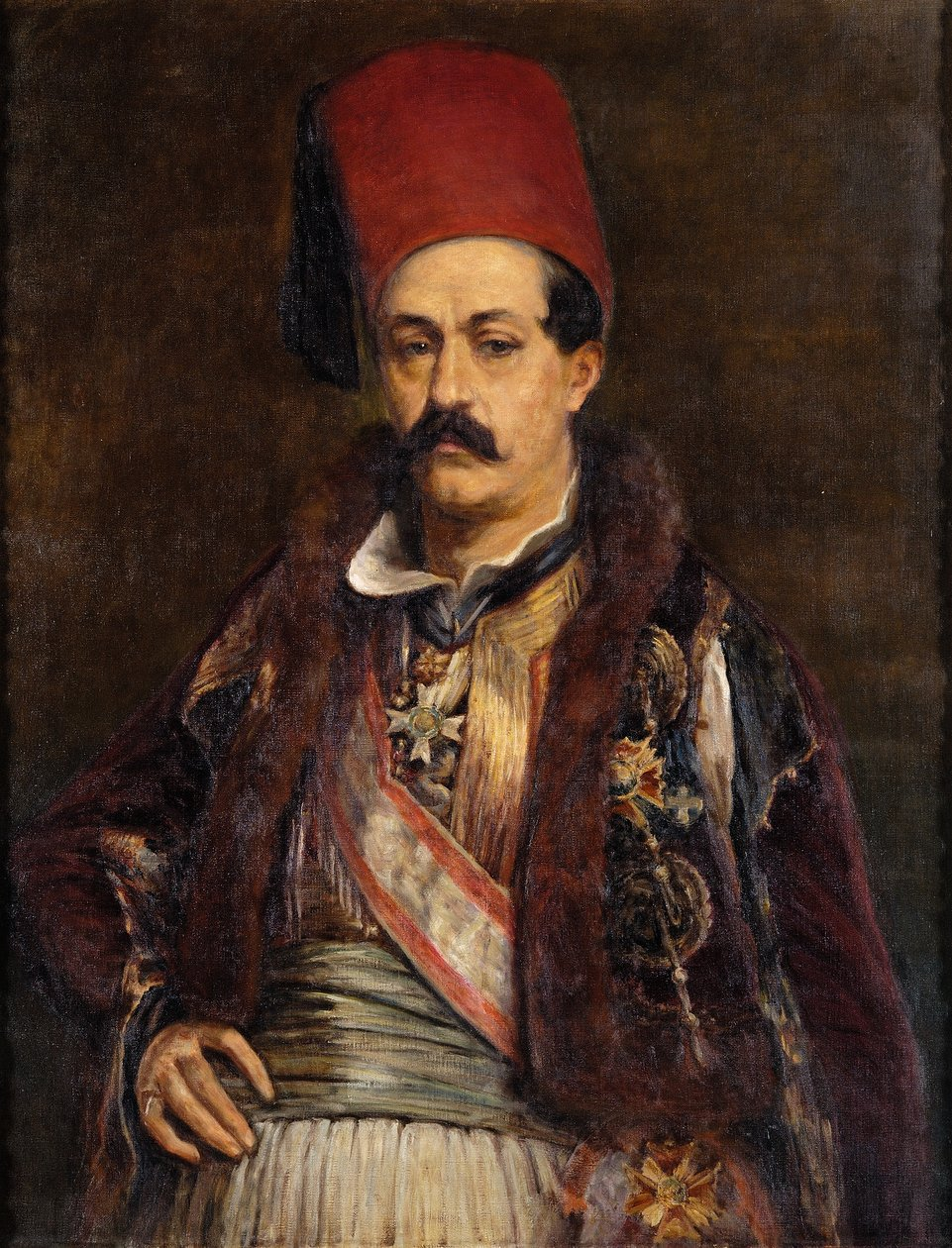
Іоанніс Колетіс
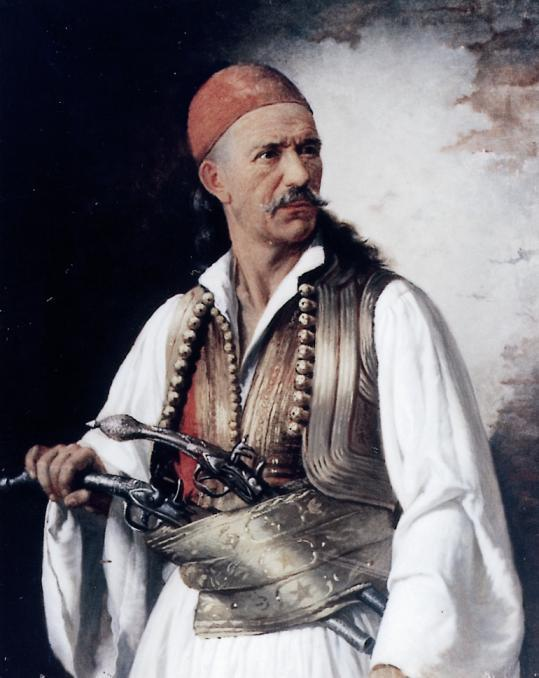
Дімітріос Макріс
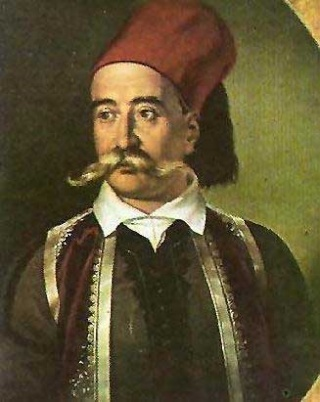
Петрос Мавроміхаліс